# Isla de Vitória
La Isla de Vitória (literalmente Isla Victoria, en portugués: Ilha de Vitória) antes conocida como la Isla de San Antonio, es una isla brasileña en el estado de Espírito Santo.
Es la isla más grande de un archipiélago que se encuentra en la ciudad de Vitória, la capital de ese estado.
Los principales puentes que unen la isla a otras ciudades cerca de Victoria y la parte continental del municipio son: 2ª Puente, 3ª Puente, Cinco Puentes, Puente Ayrton Senna, Puente da Passagem y Puente de Camburi. 
En la isla, Praia do Canto, ubicada en el barrio del mismo nombre, junto al Club Náutico del Espíritu Santo es un lugar turístico. Cada año los barcos compiten en el Campeonato Internacional de Pesca Oceánica.